# 赤ちゃんポスト

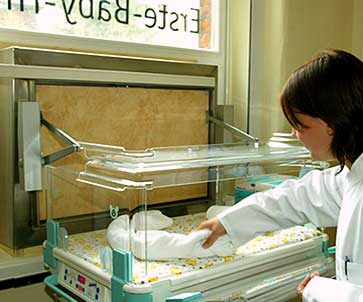
ドイツの赤ちゃんポスト（内側から見た写真）

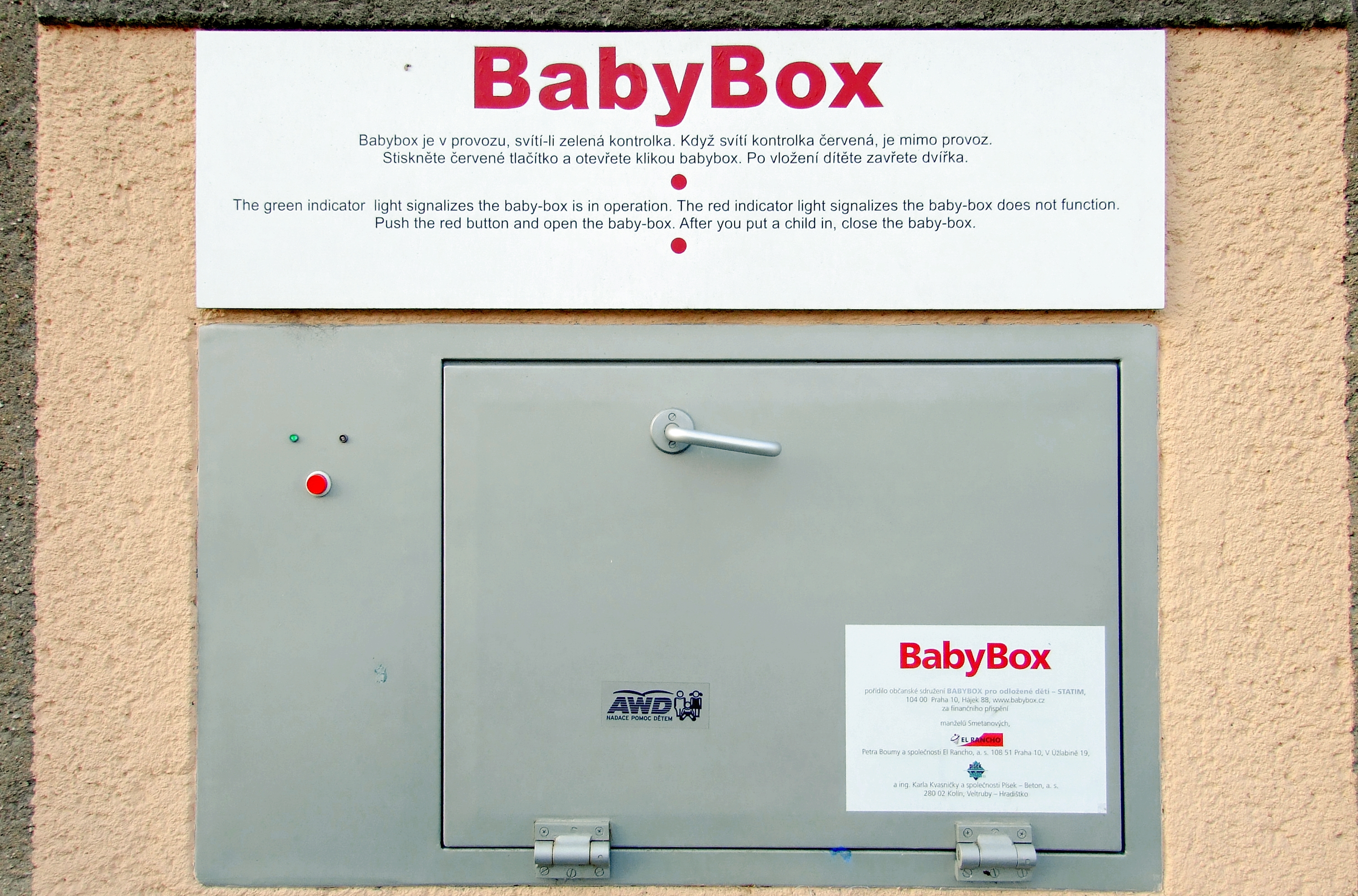
チェコ共和国の"BabyBox"

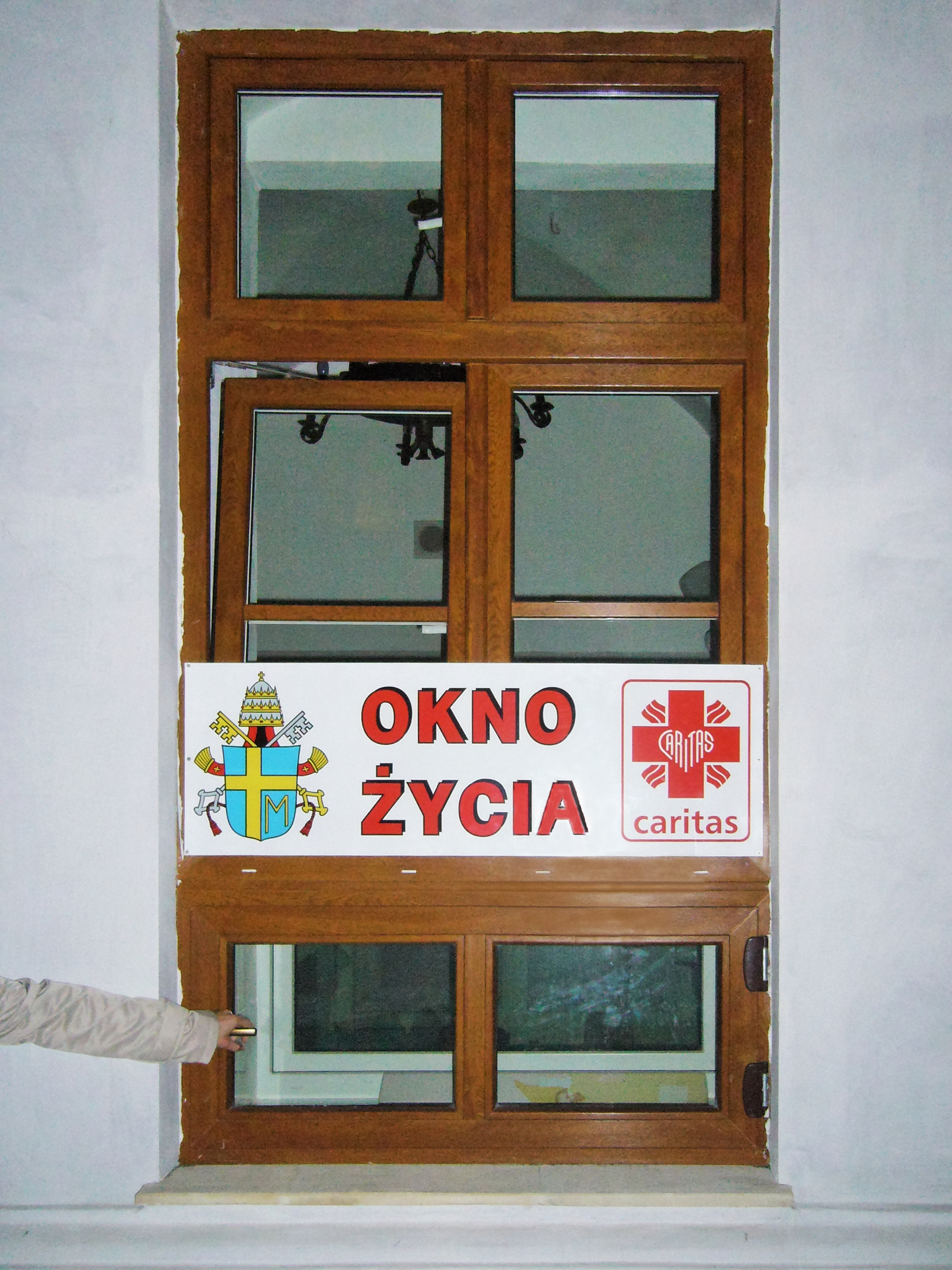
ポーランド

赤ちゃんポスト（あかちゃんポスト, Baby hatch, Baby box）は、諸事情のために育てることのできない赤ちゃん（新生児や子ども）を親が匿名で託すための施設、およびそのシステムの日本における通称である。
日本では、医療機関で設置されたものとしては熊本県と東京都の2カ所に設置されている（2025年4月時点）。熊本県熊本市西区にある慈恵病院では「こうのとりのゆりかご」という名称を使用している。慈恵病院は「こうのとりのゆりかご」の活動により、公益財団法人社会貢献支援財団より2014年度社会貢献者表彰「社会貢献の功績」を受けている。東京都墨田区にある賛育会病院では「いのちのバスケット」という名称を使用している。医療機関でないものが設置したものとして、北海道石狩郡当別町に市民団体「こどもSOSほっかいどう」が2022年5月に開設し、名称は「ベビーボックス」（Baby Box）がある。スタッフが常駐し、保護サービス、一時養育を行っている。親は匿名で子どもを託すことができ、手渡しまたは屋内の部屋に預け入れの形を採用している。また妊娠葛藤や養育困難を抱えた親へのカウンセリング、居場所が必要な子供の宿泊支援も行っている。これらは民間運営で、国からの運営費用の補助はない。
日本国外でもこうしたシステムを採用している国や地域が多数存在する。現代においての設置数の上位国は、ドイツで100箇所、パキスタンで300箇所以上である。

## 概要
赤ちゃんポストの目的は、子どもの生命を守ることと、人工妊娠中絶や育児が困難である社会的に孤立した状況にある親が、新生児を殺人・遺棄する犯罪を選択することを防ぐことにある。新生児は外界に対する適応力（恒常性を維持する能力）が弱く、捨て子として路上や施設前に放置されると野犬などに襲われたり、低体温症・熱中症などで死亡する危険性があるため、これらの危険から保護するために設置される。
赤ちゃんポストの施設は、屋外と屋内に扉が設けられ、中には新生児の入るくらいのバスケット程度の空間があり、冬は適度に保温され、夏は猛暑に晒されないよう工夫されている。この中に新生児を入れると、宿直室の呼び出しブザーなどに直結されたセンサーが働き、職員がすぐさま安全に保護できるような工夫も見られる。ポストの内部には親向けに、手に取り持ち帰れるメッセージカードが用意されている。このカードに同ポスト設置施設や児童相談所などの連絡先が記載され、後から親であることを名乗り出る際に役立つような配慮もみられる。
日本国内においては、新生児は早急かつ安全に保護されてしかるべきだという意見がある反面、匿名性が子どもの権利条約で謳われている「出自を知る権利」に反するという意見もあるなど、設置に際しては道徳や人道・人権などの観点から多様な意見がある。

## 名称
慈恵病院が参考にしたドイツでは Babyklappe と呼ばれている。 Klappe はドイツ語で「垂板」を指し、赤ちゃんポストの垂板のような形にちなんだとされる。英語の baby（現在ではドイツ語本来の「赤ちゃん」を意味する単語 Säugling より親しまれている言葉）と、ドイツ語の Klappe を合わせた造語である。ドイツにおけるもう一つの呼び名として Babywiege があり、Wiege はドイツ語で「ゆりかご」を指す。
慈恵病院が2004年にドイツを視察した際の「ドイツ視察報告」の見出しでは、ドイツの施設の呼称にあえて訳語を当てずそのまま「ベビークラッペ」と表記し、これに続いて原語の綴りを付記している。慈恵病院理事長兼院長である蓮田太二は2018年のインタビューでも「私たちは2004年、ドイツの『ベビークラッペ』を視察しました。」と語っており、ドイツの施設を「ベビークラッペ」と呼んでいる。
英語では Baby Hatch と呼ばれる（Hatch=ハッチは扉の意味）。イタリア語では Culle per la vita（命のゆりかご）と呼ばれている。また中国語では「棄嬰艙」「棄嬰信箱」などと呼ばれ、呼称が定まっていない。
日本語の「赤ちゃんポスト」という呼称が、いつ頃からどのようにして用いられるようになったかははっきりしない。上述の慈恵病院の視察報告の中で紹介されている2006年3月発表のビデオソフトは『赤ちゃんポスト ドイツと日本の取り組み』と題されており、少なくともこの時点で、施設の趣旨に賛成ないし推進する立場の関係者も含め、この呼称が定着していたことがうかがえる（「赤ちゃんポスト#設置までの経緯」参照）。上記ドイツ語の呼称 Babyklappe  を構成する単語 Klappe に「die ～ am Briefkasten」=ポストの投函口の蓋（ポストの蓋）という用法があることからの連想とも考えられる。
慈恵病院は一貫して「こうのとりのゆりかご」という名称を使用しており、自院の施設を「赤ちゃんポスト」と呼んだことはない。慈恵病院理事長兼院長の蓮田太二も、自著『ゆりかごにそっと―熊本慈恵病院「こうのとりのゆりかご」に託された母と子の命』で「『赤ちゃんポスト』と呼ばないで。ここは、幸福への出発点です」と述べており、自院の施設を「赤ちゃんポスト」と呼ばないよう訴えるとともに、子供を「棄てる」場所ではなく「救う」ための場所であることを強調している。
また外部からも、設置に賛成の立場・慎重な立場の双方から「ポスト」という呼称に対し違和感が表明されており、将来的に異なる呼び名が付けられる可能性もある。社会福祉の専門家からも「新生児匿名受け入れ窓口」といった普通名詞が確立することが望ましいと指摘されている。慈恵病院の所在地である熊本県の地方紙『熊本日日新聞』では、当初は同病院の設置の動きをめぐる報道に際して「赤ちゃんポスト（こうのとりのゆりかご）」としてきたが、2007年3月3日付の紙面で、以後「こうのとりのゆりかご（赤ちゃんポスト）」の名称を用いるとした。
2014年に放送された児童養護施設を舞台とした日本テレビ制作のテレビドラマ『明日、ママがいない』では、主人公の一人である少女が「『赤ちゃんポスト』に預けられていたことから『ポスト』というあだ名で呼ばれていた」という設定などが問題視され、慈恵病院がこれに対して抗議し「精神的虐待、人権侵害にあたる」「フィクションとしても許される演出の範囲を超えている」として、番組の放送中止や内容の再検討などを求めた。この番組について、慈恵病院は2014年1月22日に放送倫理・番組向上機構（BPO）の放送人権委員会に審議を求める申立書を送付した。慈恵病院のこの番組に対する批判と見解は病院公式サイトにも掲載されている。

## 歴史

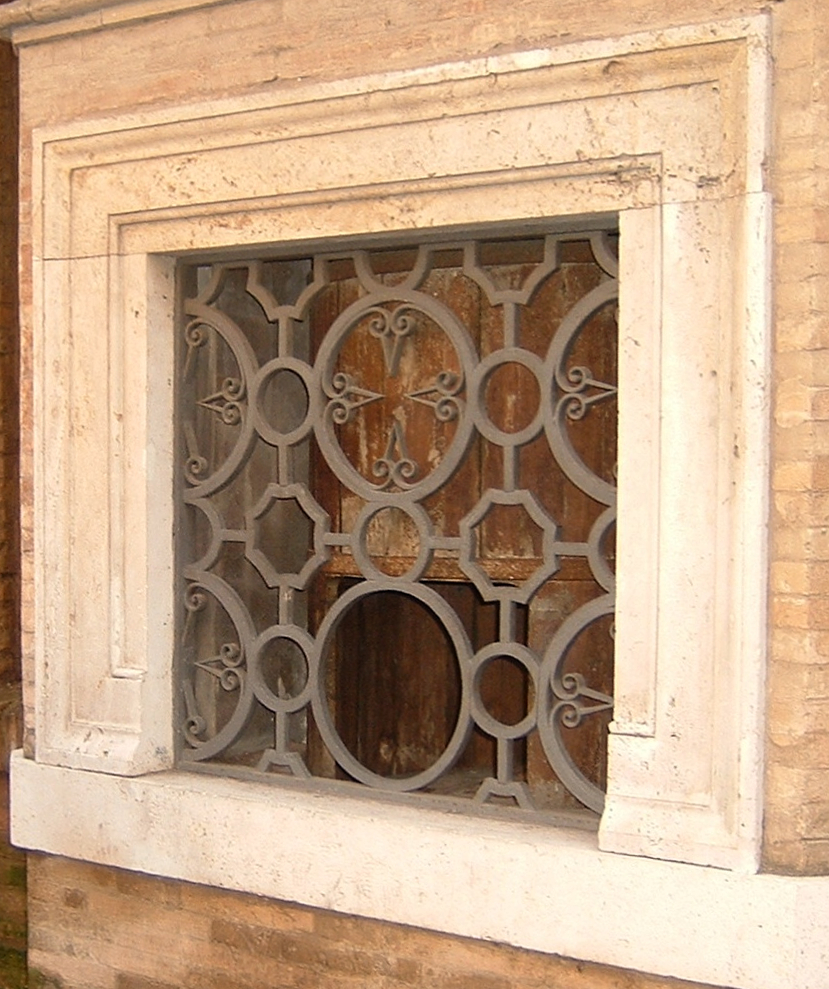
古代ローマの"Ospedale Santo Spirito"病院

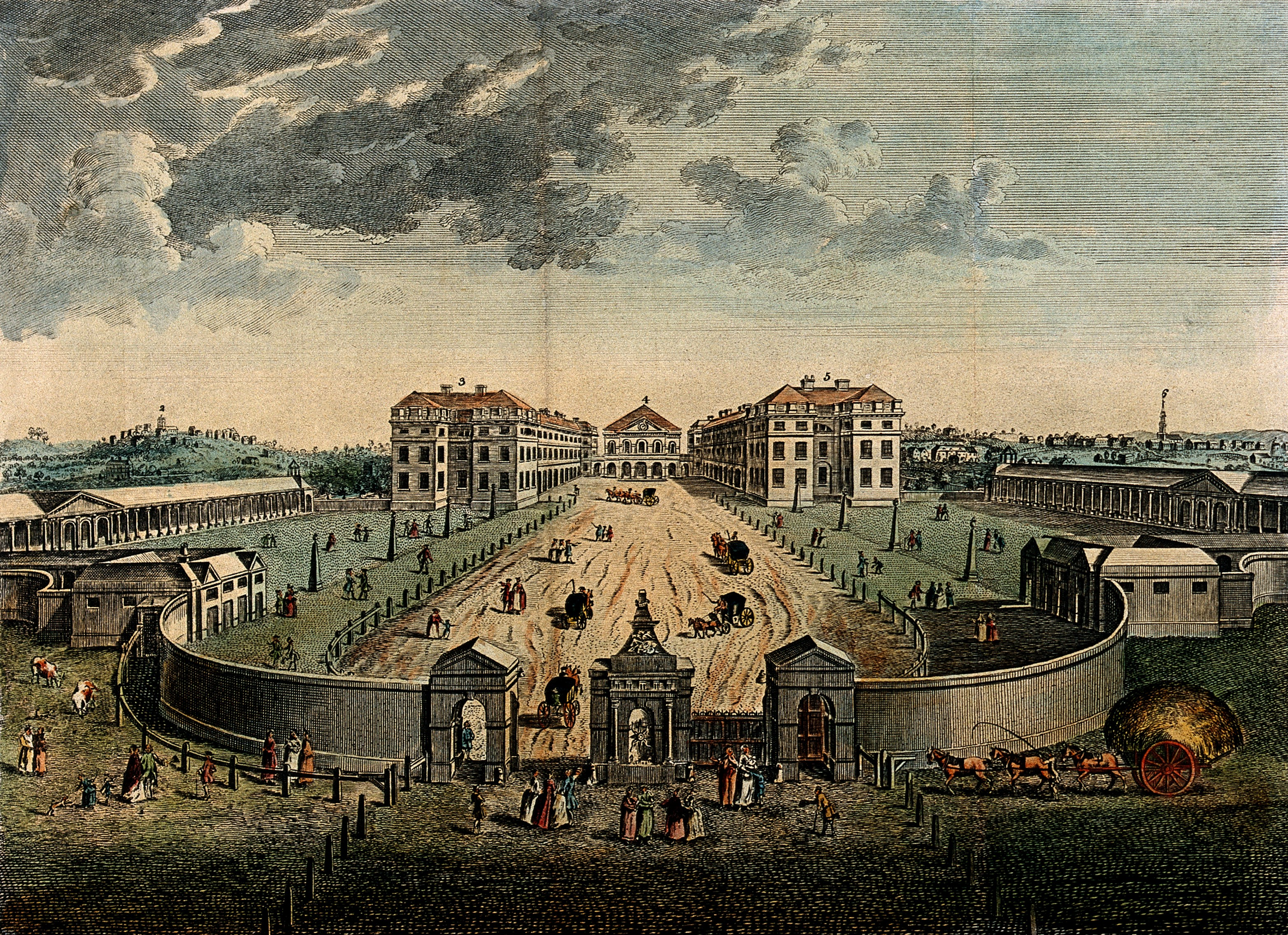
英国ロンドンの捨て子病院（18世紀）

数世紀もの間「赤ちゃんポスト」の原型ともいうべき施設は様々な形で存在していた。このようなシステムは中世ヨーロッパ及び18世紀から19世紀にかけて広く普及していた。1198年のローマでは、ローマ教皇インノケンティウス3世により「foundling wheel（伊：ruota dei trovatelli、捨て子ホール）」の設置を宣言し、女性が家庭において密かに子供を殺さないように配慮した。それはティベル川において数多くの溺死した乳児が発見されていることが裏付けている。
しかし1880年代後半から次第に姿を消していく。ドイツのハンブルクでは、1709年にある商人が孤児院の中に Drehladen と呼ばれる施設を設置した。しかし利用者が余りに多く孤児院が経済的に養えなくなったため、5年後の1714年には閉鎖している。その他に早期で有名なものは、カッセル（1764年）やマインツ（1811年）で設置されたものがある。
大黒屋光太夫の口述などを元に記された『北槎聞略』には、18世紀後半のロシア帝国にも帝都ペテルブルクと旧都モスクワに「赤ちゃんポスト」そのものを備えた「幼院」の存在が、その運用方法などと共にかなり詳しく記されている。
20世紀初頭にフランスに長期滞在していた松尾邦之助は 、私生児を密かに出産する施設"maisons maternelles（母親の家）"を著書で紹介している。
1952年以降は赤ちゃんポストが再び注目され多くの国で設置されるようになった。
ドイツでは1999年にバイエルン州アンベルクのカトリック系女性支援団体によって始められ、現在では公私立病院など約100箇所にまで設置数が増えている。
アメリカ合衆国では、病院が窓口となるセーフ・ヘイブン（en:Safe haven law）が州によって定められている。

## 各国の現況

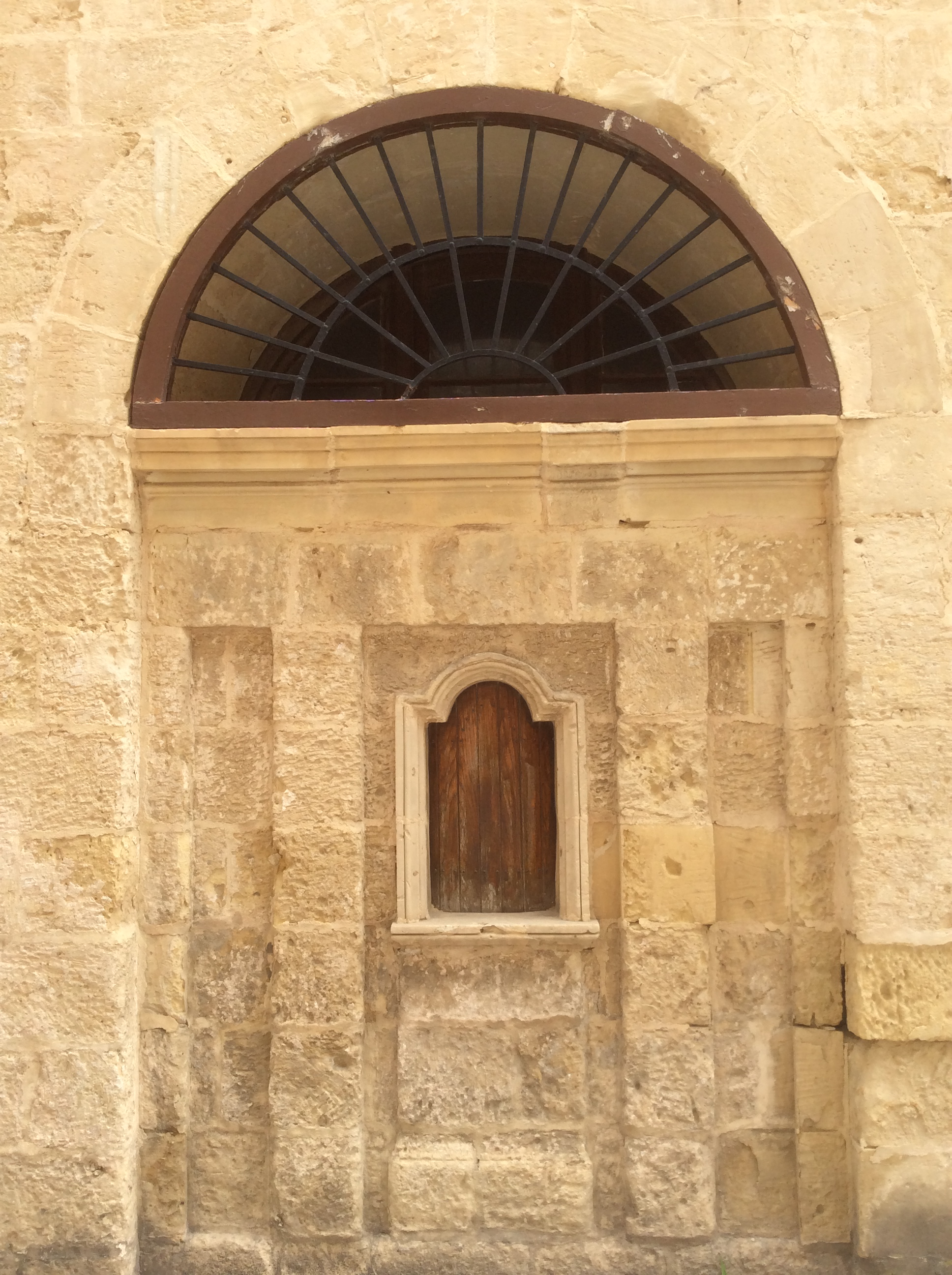
マルタの赤ちゃんポスト

### ヨーロッパ

#### ドイツ
ドイツの刑法では胎児の段階でも固有の生命権を持つとされ、受胎後12週間を過ぎると例外的な状況がない限り人工妊娠中絶は困難である。また中絶手術には医師以外の専門家への報告・相談が義務づけられている。以前は非婚女性が我が子を殺した場合は既婚女性の場合よりも情状酌量され軽罪となる傾向があったが、1998年に行われた児童殺害罪の改正によって未婚既婚に関わらず同等の罪となり、中絶はますます困難となった。また同年にはローマ教皇ヨハネ・パウロ2世が、カトリック系の妊娠葛藤相談所に中絶手術に必要な証明書の発行を禁止する通達を出した。
中絶の困難化によって発生する、望まない出産をし困窮した女性を救済するため、1999年に「ベビークラッペ」が作られた。次いで2000年にハンブルクの民間教育団体シュテルニパルク（SterniPark）が開設し、全ドイツにキャンペーンを行い反響を呼んだ。
以降はドイツ国内にて、旧東ドイツ地域を中心にNPO・病院などにより次々に設置され、現在はドイツ全国約100箇所に設置されている。ハンブルクでは2000年の開設以来5ヵ年間に22人の赤ちゃんの命が救われた。こと同地域では冬季に夜間の気温が氷点下にまで下がり、慈善団体施設の前に放置された乳幼児が凍死した事件が契機となって設置が進んだという事情も報じられている。
しかしドイツでの赤ちゃんポストの存在は議論の半ばであり、法的にはグレーゾーンと言える。2014年に成立した「内密出産法」の議論の際にも議題に上ったが、完全には合法化していない。
ドイツの赤ちゃんポストの多くは、キリスト教系の福祉団体や公立・私立の病院が、寄付金や補助金を基に運営を行っている。ポストには監視装置などはなく利用者の性別や事情などは一切不明である。匿名性保持のためポスト間での情報交換の仕組みは存在しない。ポストの利用はただちに管理者に通知され、応急処置とともに警察と病院に連絡が行われる。一般に保護された子どもは民法・身分法・養子法の規定によって、8週間以内に保護者が引き取りに来なかった場合は養子縁組の手続きが行われるが、赤ちゃんポストの子どもの場合は猶予期間を考慮せずに養子縁組の手続きに入るため、比較的短期間に次の家族に引き取られる。

#### その他
- イタリア

いのちの行動 (Movement for Life) という組織によって設置された、8箇所ほどの赤ちゃんポストがある。2006年12月にローマで最初に設置され、2007年2月に初めての赤ちゃんを保護した。これ以外にバチカンにも赤ちゃんポストが設置されている。この地は世界で初めて赤ちゃんポストが設置された場所でもある。
- オーストリア

2005年までに、6つの都市で赤ちゃんポストが設置された。
- スイス

2001年5月9日に Einsiedeln の病院に赤ちゃんポストが置かれた。
- チェコ

2005年に首都プラハで最初の赤ちゃんポストが設置された。2006年3月までに3人の赤ちゃんを保護。
- ハンガリー

1996年に最初に設置されて以来、現在までに約12箇所の赤ちゃんポストがある。そのほとんどが病院内に設置されている。
- ベルギー

母親の母（Moeder voor Moeder）協会によって、2000年に、アントウェルペンの Borgerhout 地区に最初の赤ちゃんポストが設置された。 babyschuif、あるいは「母親のモーセのゆりかご (Moeder Mozes Mandje) 」と呼ばれる。設置後3年間で保護された赤ちゃんはいなかった。

### 北米

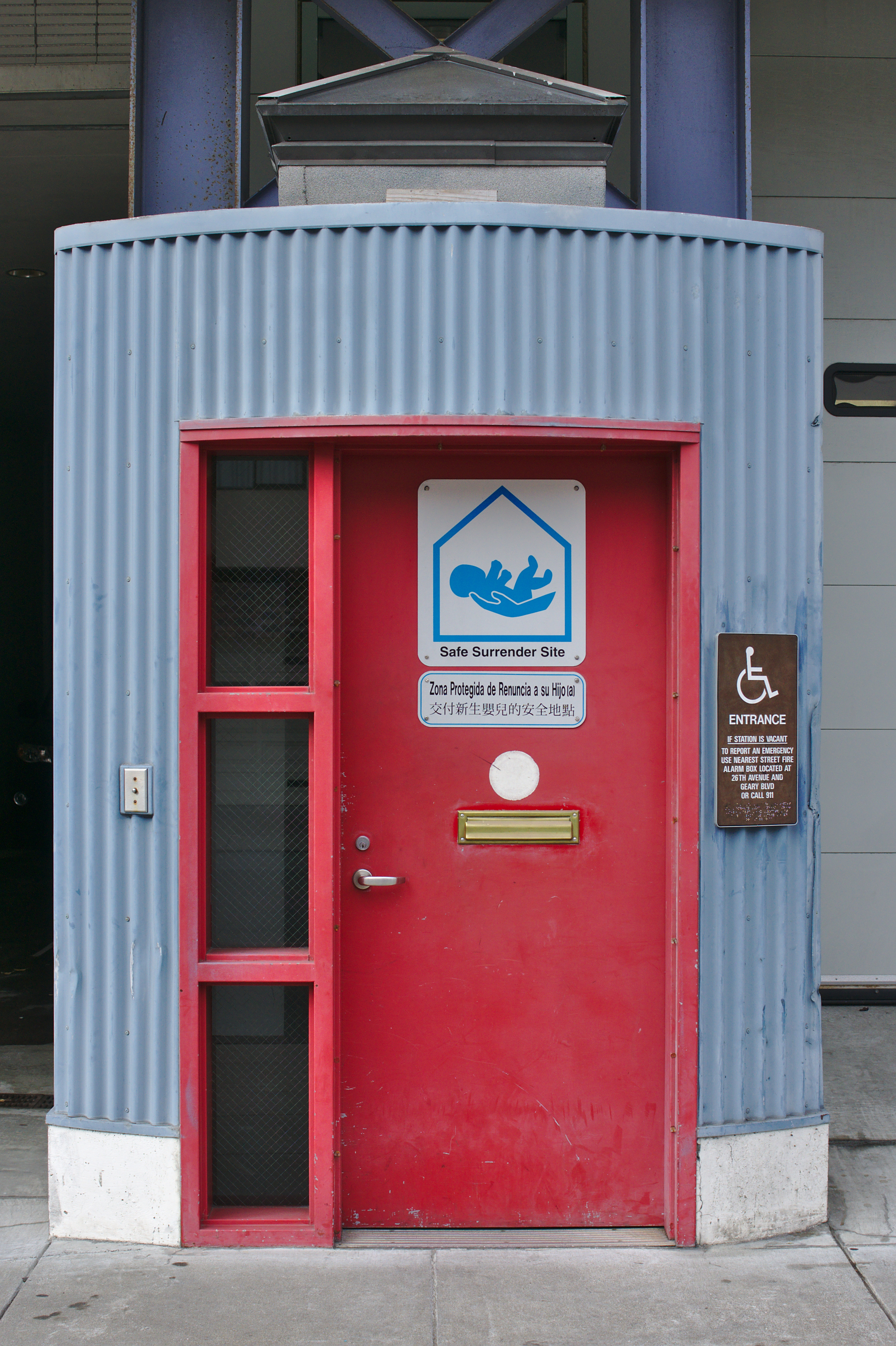
米国の Safe Surrender Site（サンフランシスコ消防14部署）

- アメリカ合衆国（米国）

テキサス州で1999年9月1日に「安全な避難所の法案」（safe haven law）が実施され、その後47の州が同じく実施している。この法案は親が合法的にまた匿名で自分の新生児（生後72時間以内）を放棄し、病院や消防署などの「安全な避難所」の場所に届けることを許可している。この法案の呼び名は各州様々で、例えばカリフォルニア州では「赤ちゃん安全環境法」と呼ばれている。インディアナ州議会下院は2015年に、赤ちゃんを育てられない親が養育を託す「赤ちゃんポスト」の設置法案を全会一致で可決した。州内100カ所への設置を目指している。自らも生後間もなく病院に置き去りにされたモニカ・ケルシー消防士らが法案設立を働きかけた。

### アジア
- インド

1994年にタミル・ナードゥ州で子殺しの犯罪をなくすため、この州の指導者 J.Jayalalithaa の政策により、最初の赤ちゃんポストが設置された。ポストに置かれる赤ちゃんは「ゆりかご赤ちゃん」（Thottil Kuzhanthai）と呼ばれ、国によって育てられ、また無料の教育が提供される。
- パキスタン

イーディ（Edhi）財団が全国約250箇所に Jhoola と呼ばれる赤ちゃんを保護するサービスを提供する。 Jhoola とはブリキ製のぶら下げ型ゆりかごで、中にはマットが敷いてある。親は匿名でイーディ財団のセンターの外から赤ちゃんを置くことができ、ベルを使って知らせる。またスタッフが1時間ごとにゆりかごを確認する。
- フィリピン

マニラのサンジョーズ病院 (Hospicio de San Jose) では回転式ゆりかご (turning cradle) を設けている。ゆりかごには「ここで赤ん坊を受け取ります」と書かれている」。
- 韓国

韓国では「ベビーボックス（baby box）」と呼ばれる。2009年12月に国内の牧師が初めて設置し、キリスト教の教会「主の愛共同体教会」が運営する。2009年の設置以降、2020年1月までに1694人の子供が保護された。2020年時点では2か所設置され、2か所の「ベビーボックス」に年200人以上が預けられている。「ベビーボックス」には保育士が常駐し、子供の一時預かりや養子縁組の仲介を行う。また生活が苦しい母親に医療費や家賃を支援する仕組みもある。一人で出産した母親を子供の引き取り手が見つかるまで保護するシェルターもあり、DVから逃れた親子なども保護する。これらの施設は民間運営だが、国が運営費用の7割を補助している。
2020年2月1日、慈恵病院の蓮田健副院長らがソウルの「ベビーボックス」を視察した。
当初は「捨て子を助長する」という批判も受けたが、世論調査での支持率は8割を超えるようになり、映画『ベイビー・ブローカー』のモデルにもなった。

### アフリカ

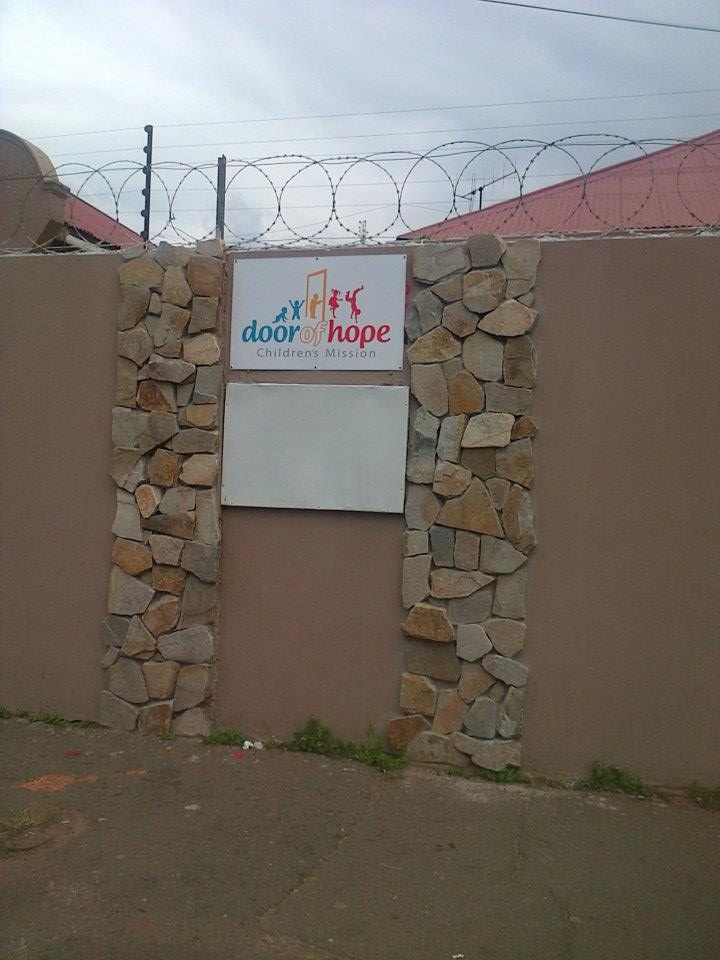
ヨハネスブルグにある「希望のドア」

- 南アフリカ

非営利団体の「希望のドア」（Door Of Hope）が2000年8月にヨハネスブルグの教会堂で「壁の穴」（hole in the wall）を設置。2004年6月までに30名の赤ちゃんを保護した。

## 日本
第二次世界大戦後、2～3年間にわたり戦災孤児救済のため、東京都済生会中央病院に「捨て子台」という子供を置くためのベッドが設置されていた。児童福祉法制定後は孤児の数が少なくなったため1948年（昭和23年）頃に廃止された。なお済生会では1923年（大正12年）と古くから乳児院を運営している。
1986年に鐘の鳴る丘愛誠会の創設者の男性が、群馬県前橋市内にある同会の当時の敷地内に6畳ほどのプレハブ小屋を建てた。小屋は「天使の宿」と名付けられて運営され、中央にあるパイプベッドに赤ちゃんを置いて匿名で預けることができた。累計で10～30人ほどが預けられたというが、1992年（平成4年）2月に置かれた赤ちゃんが低体温で死亡した状態で発見される事故が起きたため閉鎖された。
2007年4月29日付け『読売新聞』によれば、職員の見回りが手薄になっている間に凍死したとみられるとあるが、2007年5月8日付け『毎日新聞』によれば、警察による検視の結果、病死として扱われたという。

### 慈恵病院「こうのとりのゆりかご」

#### 設置までの経緯
熊本市西区にある慈恵病院は、1898年（明治31年）10月に私設ハンセン病診療所「待労院」と同一敷地内に、フランス人のカトリック宣教師ジャン・マリー・コール神父と、マリアの宣教者フランシスコ修道会の5名の修道女により設置された「慈恵診療所」を前身とするキリスト教系の産婦人科病院である。カトリック教会の教説が、受精の瞬間から人間であり、中絶は殺人であるとしていることが、特に大きく関わってくる。
慈恵病院理事長兼院長の蓮田太二は2007年の論文で、ハンセン病救済という病院の由来とカトリック系病院としての使命を述べるとともに、「こうのとりのゆりかご」設置の直接の契機でもあり、実現に向けて共に歩んできたカトリック系プロライフ団体「生命尊重センター」「円ブリオ基金センター」（後述）の活動を紹介し、ドイツの「ベビークラッペ」視察と相談事業の実施、高校生への性教育などの実績を経て「ゆりかご」設置を決断したという経緯を明らかにしている。
1982年4月、マザー・テレサが2度目の来日の際に「日本は美しい国だが、中絶が多く心の貧しい国だ」と、人工妊娠中絶をなくすよう呼びかけたことを契機に、1984年5月に「生命尊重センター」が発足した。
1992年10月14日付『朝日新聞』で、ドイツのバイエルン州にあるエアランゲン大学病院が、交通事故で脳死状態になった妊娠4か月の未婚女性の胎内で胎児が生きていることから、出産までの延命措置を続けることを発表したことが報じられた。この記事を見て生命尊重センターが支援を申し出たことが契機となり、翌1993年9月に「1口1円1億人への胎児おうえんボランティア基金」として募金活動を開始。1998年10月に「円ブリオ基金」と改名、受精後8週までの胎児を表す「エンブリオ」と「円」を掛けて名付けた（命名は元NHKアナウンサーの鈴木健二）。
2002年3月、NPO法人「円ブリオ基金センター」設立。同年7月にドイツの「ベビークラッペ」と「妊娠葛藤相談所」を視察する。同年11月に全国27か所で「妊娠かっとう相談ヘルプライン」を実施、以降も定期的に電話相談を実施する。翌2003年5月には熊本県女性相談センターに「女性の心と妊娠にかかわる相談窓口」が開設された。2006年3月からは円ブリオ基金センター内に「妊娠SOSほっとライン」が常設された。
2004年に生命尊重センターと慈恵病院が共同でドイツの「ベビークラッペ」を視察し、日本初の「赤ちゃんポスト」設置への道筋を付ける。翌2005年には生命尊重センタースタッフの田口朝子によりドイツでの視察記として「赤ちゃんポスト」が出版されている。
生命尊重センター・円ブリオ基金センターは2005年7月、政府に対し「お腹の赤ちゃんと妊産婦を守る相談窓口」設置要望書を提出、翌2006年4月の「家族・地域の絆再生」政務官会議「PT-あったかハッピープロジェクト」では、妊娠相談窓口と「赤ちゃんポスト」の必要性を提言。また2006年3月に啓発ビデオ『生命尊重学習ビデオIII 赤ちゃんポスト - ドイツと日本の取り組み』、同年11月に『生命尊重ビデオVI 赤ちゃんポスト』を制作している。
翌2007年5月10日、日本初の「赤ちゃんポスト」となる「こうのとりのゆりかご」が慈恵病院に誕生した。
生命尊重センターは2014年に創立30周年を迎えた。生命尊重センター・円ブリオ基金センターでは、現在も啓発と相談・支援事業および募金活動を継続している。

#### 設置と相談窓口の開設
慈恵病院は、2006年12月15日に「こうのとりのゆりかご」の設置申請を熊本市に提出。翌2007年4月5日に市はこの申請を許可し、2007年5月1日に完成、5月10日正午から運用を開始した。同時に慈恵病院は予期せぬ妊娠や赤ちゃんの将来などについて、電話やメールで相談できる窓口「SOS赤ちゃんとお母さんの妊娠相談」の運用を開始した。
「ゆりかご」のイメージが強い本病院の試みであるが、実際には妊娠した女性への対応はほとんどが「SOS赤ちゃんとお母さんの妊娠相談」などの電話やメールでの相談窓口で行われる。病院側は「ゆりかご」はあくまでも緊急避難のためのものであり、相談事業の「SOS赤ちゃんとお母さんの妊娠相談」がメインで「ゆりかご」はその付帯設備であるとしている。当初は年間数十件だった相談件数は、2013年度は1445件になり、2014年には前年に放送されたTBSのテレビドラマ『こうのとりのゆりかご〜「赤ちゃんポスト」の6年間と救われた92の命の未来〜』の影響もあり、約3倍の4036件に激増した。相談は電話がほとんどで県外からの相談が約7割、インターネットで相談実施を知った人がほとんどだった。
「ゆりかご」は病院東側に設置されており、60cm×50cm大の扉があり、内部は保育器（インファント・ウォーマー）が設置されていて常時36度に保たれている。扉の中には慈恵病院からの相談連絡先などが書かれた「お母さんへの手紙」が置いてある。子供が入れられるとアラームが鳴り医療従事者が駆けつけ、慈恵病院の医師が健康状態を確認する。防犯カメラが設置されているが親の匿名性を守るため子のみしか映らない。子供の連れ去りなどを防ぐため、扉を閉めると自動ロックがかかり入口側からは開けられなくなる。
「ゆりかご」が設置された2007年当時の潮谷義子熊本県知事は、かつて熊本市内の乳児院「慈愛園乳児ホーム」の園長であった。2007年5月29日、幸山政史熊本市長は「こうのとりのゆりかご」の運用状況について、年1回件数のみを公表するという市の方針を表明した。慈恵病院は運用開始から6か月後の11月に預かった件数と子供の健康状態について公表する方針とした。

#### 設置後の利用状況
「こうのとりのゆりかご」設置後に初めて預けられた子供は、伯父が保険金の使い込みを隠蔽するために遺棄した3歳の幼児であった。運用初日の2007年5月10日正午の2～3時間後に県外から連れて来られたとみられ「父親に連れて来られて赤ちゃんポストに入れられた」と話したため、熊本県警は保護責任者遺棄罪に当たるかどうか調査した。後に幼児が父親と呼んでいた男性は幼児の未成年後見人となっていた伯父であることが判明すると共に実母の死去により幼児が受け取っていた生命保険金を伯父がギャンブルなどで使い果たしてしまい、困っていたところに報道を通じて慈恵病院が「ゆりかご」を設置したことを知り、幼児をゆりかごに預け入れたことが判明したため、業務上横領罪で伯父を書類送検した。
慈恵病院では新生児の預け入れを想定していたが、2007年5月12日と15日に預けられた幼児もすでに生後から2カ月程度が経過していた。生後間もない赤ちゃんが初めて預け入れられたのは2か月後である。
2014年1月に行われた同病院の蓮田太二医師による講演によれば、2007年（平成19年）から2013年（平成25年）11月30日までに同病院が相談を受けたケースのうち特別養子縁組に至った190件中、43件が若年層の妊娠によるもので、23%の母親は15歳未満であったという。中には強姦の被害者や12歳の妊娠のケースもあったという。相談を重ねた結果、自分で育てることにしたケースが235件あり、その他も含めて453人の赤ちゃんの命が中絶などから救われた。
2014年10月3日の夜、「こうのとりのゆりかご」に母親が死産した新生児の遺体を置き去りにする事件が発生した。慈恵病院ではただちに児童相談所に連絡、同所から警察に通報された。病院職員がたまたまゴミ出しに出ていて目撃したことから母親が判明し、母親は死体遺棄罪容疑で熊本南警察署と熊本県警機動捜査隊に逮捕された。2007年の「ゆりかご」設置後、子供の死体が入れられたのはこれが初めてであった。警察の調べによれば、母親は同年9月30日早朝に自宅浴室で出産したが子供は既に死亡しており、死因は司法解剖の結果、分娩時に胎児が産道を通過した際の頭部圧迫による頭蓋内出血とされた。調べに対し母親は「産んで育てるつもりだった」「同居する家族には妊娠を隠しており知らなかった」「亡くなった赤ちゃんがかわいそうで、供養してくれると思い『ゆりかご』に置いた」と供述した。慈恵病院の蓮田太二院長は逮捕後の記者会見で「当院では育てられない赤ちゃんを預かるため設置しており、亡くなってから預けたのは理解できず非常に残念。どうして生きているうちに預けなかったのか、悔しい思いというか、非常に残念な思いでいっぱい」と語った。母親は逮捕後に起訴され、翌2015年1月20日に熊本地裁で執行猶予付き有罪判決（懲役1年、執行猶予3年）を受けた。母親は両親と小学生の男児との4人暮らし（シングルマザー）で、両親は妊娠と出産を知らなかったという。慈恵病院公式サイトでもこの事件について詳述し、「当初は赤ちゃんがかわいそうでお母さんの行為が理解できなかったが、捜査内容が明らかになりお母さんが悩み苦しんだ状況が（初めて）わかった」「妊娠中に当院に電話相談をしてほしかった。分娩中の危険を回避し無事に出産できたかもしれず、分娩後も協力できることはあったと思う」と、事前に匿名相談してほしい、子供が生きているうちに「ゆりかご」に託してほしいと強く訴えている。
「こうのとりのゆりかご」では運用開始以降2～3年おきに検証報告が行われており、2017年の報告で4回目になった。2017年9月23日に熊本市の専門部会が公表した報告書では問題点として、自宅出産の保護例の急増、「出自を知る権利」の問題などが挙げられている。自宅出産の割合は1・2回目の検証では3割弱だったが、3回目は60%、4回目は79%と大幅に増加しており、体重1500グラム以下の低体重児や母親が自らへその緒を切ったなど危険な事例もあった。
2017年の熊本市のまとめによれば「ゆりかご」運用開始以降、同年5月時点で預けられた子供130人のうち103人の実親が判明、26名が身元不明で、判明した実親は九州のみならず北海道から全国に居住していた。市専門部会の部会長である関西大学教授の山縣文治は記者会見で「子の命を守ることと出自（を知る権利）を守ることをどう両立するか、国を挙げてしっかり考えてほしい」と発言し、実名化と秘密保持を両立する方法が必要と指摘したが、慈恵病院の蓮田太二院長兼理事長は「知られるくらいなら死ぬという人が現実にいるのだから匿名性は必要」と語る。

また預けられた子供130人のうち28人と約2割が施設養育となった点も指摘された。子供の半数近い48％が養子縁組または里親家庭に託され、29％は乳児院などの施設で養育されていた。実親による引き取りも18％あったがトラブルもあり、里親が預かって2年後に児童相談所から「子供を返してほしいと実親が名乗り出た」と言われたケース、生みの親が引き取った後に支援の手が届かず母子無理心中したなど最悪の結末もあった。熊本市専門部会の報告書では、解決策としてドイツで実施されている内密出産制度に言及し「解決策として国に働き掛けるべきだ」と市に求めた。

#### 内密出産受け入れ開始
前述の事件から5年後の2019年12月7日、慈恵病院の蓮田健副院長は記者会見を開き、同病院で匿名妊婦を受け入れ、事実上の内密出産をただちに実施すると表明した。費用は病院が負担し、あくまでも緊急避難として「子供の遺棄や殺人、母子の命にかかわる自宅などでの孤立出産を防ぐための取り組み」として開始する。日本国内では内密出産の法整備は進んでいないが、蓮田健副院長は「事例を重ねないと法整備は進まないので腹をくくって始める」と語った。
同様の事件が今後も起こり得ることを憂慮した慈恵病院では熊本市と協議を進めてきたが進展しないため、独自に実施に踏み切った。熊本地方法務局は内密出産に基づく戸籍の記載は「現行法の解釈で可能」との見解を示している。子どもの権利条約が掲げる「出自を知る権利」との兼ね合いも問題視する意見もあったが、慈恵病院の蓮田太二理事長兼院長は、子供の生きる権利が最も重要で優先されるべきとして「ところが皆さんはすぐに『出自を知る権利』と言われるのです」と述べている。
なお、匿名出産受け入れ決定前の2019年10月時点で、「こうのとりのゆりかご」にかかる運営経費は年間約2千万円で、寄付金以外はほぼ慈恵病院が負担している。

#### マスメディアとの関わり
慈恵病院の「こうのとりのゆりかご」については、大きな話題を呼んだことから、テレビ番組などマスメディアでも度々取り上げられている。
2013年11月25日には、TBS制作のテレビドラマ『こうのとりのゆりかご〜「赤ちゃんポスト」の6年間と救われた92の命の未来〜』が放映された。当時はプライバシー保護の観点から、TBS側はドキュメンタリー番組としての制作は困難と判断し、実話を元にしたフィクションとして制作された。熊本市を舞台とし、病院名は「聖母子病院」という設定になっている。制作にあたり慈恵病院のほか、系列局のRKK熊本放送、熊本県および熊本市のフィルム・コミッション、熊本市交通局など地元の全面的な協力を得て撮影された。
TBSのテレビドラマ放映にあたり慈恵病院は、「子供の遺棄・殺人という最悪の事態を防ぐための、最終手段としての『こうのとりのゆりかご』の存在をまず知ってほしい」「子供を託す親も様々な事情を抱えており、善悪や賛否はともあれ子供が預けられ、その子供たちが成長しているという現実を、広く社会に知ってほしい。子供たちのためにどうすべきか共に考えてほしい」という旨のメッセージを公式サイトに掲載した。このテレビドラマ放映の影響により2014年は同病院への相談件数が増加した。
NHKテレビでは継続的に取材を続けており、2015年4月からノンフィクション番組として放送している。『クローズアップ現代+』では、「ゆりかご」設置8年目の2015年4月7日に「“ポスト” に託された命～赤ちゃん100人のその後～」として放送し、設置10年目の2017年6月8日には「僕の生みの親はどこに？～10年後の赤ちゃんポスト～」として放送され、番組中では「こうのとりのゆりかご」に預けられた後に成長した少年がインタビューに答えた。またNHK教育テレビ『ETV特集』『ハートネットTV』などでも複数回放送されている。
NHKの番組での取材内容は、NHK出版新書『なぜ、わが子を棄てるのか―「赤ちゃんポスト」10年の真実』としてまとめられ、2018年5月8日に出版された。この新書には2017年の『クローズアップ現代+』で放映された少年のインタビューも収録されている。少年は里親家庭に引き取られ大切に育てられているが、新生児ではなく幼児の頃に「こうのとりのゆりかご」に預けられ、その時のことを鮮明に記憶しており、「ゆりかご」に置き去りにされた瞬間をルーズリーフに描いて勉強机の引き出しにしまっているという。少年はNHKの取材に対し、「僕をポストに入れてくれなければ、お父さんとお母さん（里親のこと）と会えなかったと思うし、この家で生活することもできなかった。道端に置き去りにするんじゃなくて、ポストに入れてくれてよかった。赤ちゃんポストに入れてくれたから今の僕がある。『ありがとう』と言いたい」と答えている。一方で少年は、自分の生みの親がわからないことで混乱し、どんな人だったのかと悩んだ時期もあったと告白し、「（生みの親の）写真を1枚でもいいから、赤ちゃんポストの中に一緒に入れてほしかった」と語っている。

### その他の事例

#### 北海道

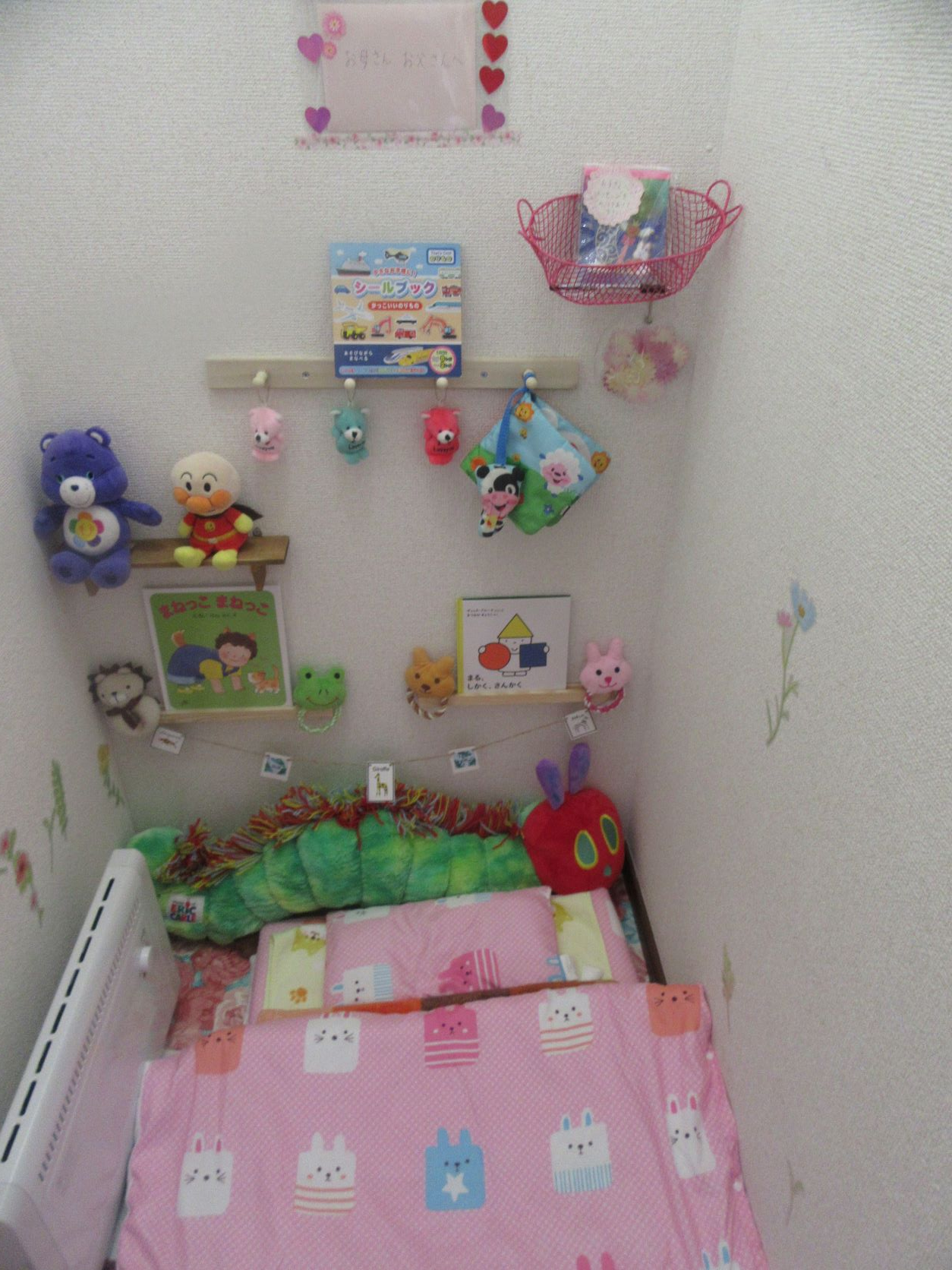
「ベビーボックス」内部

北海道石狩郡当別町にある「こどもSOSほっかいどう」は、2019年1月に設置された市民団体である。
2022年5月10日に創設者の女性が、同会の建物内に赤ちゃんポストを設置した。赤ちゃんポストは「ベビーボックス」と名付けられて運営され、子どもの年齢不問で事情問わず、内部にあるベビー布団に子どもを置いて匿名で預けることができる。
同時に「こどもSOSほっかいどう」はオンラインで24時間匿名相談できる窓口「SOS相談」、匿名宿泊できる「0円宿泊」の運用を開始した。
「ベビーボックス」は建物玄関左側に設置されており、透明の扉があり、内部はあたたかいベットが設置されていて常時35度に保たれている。内部にはベビーボックスからの連絡先が書かれた「お母さん・お父さんへの手紙」が置いてある。赤外線や人感センサーモニターが設置されており、子供が入れられるとアラームが鳴りスタッフが駆けつける。
『毎日新聞』朝刊2022年8月30日付記事によると、北海道庁は同年5月13日に現地調査して、医療機関との連携が不十分であること、無施錠で安全性が確保されていないこと、警察や児童相談所との事前協議がなされていないことなどを問題視。こうした施設の設置に対して自治体には法的な許認可権限がないため、6月3日から5回にわたり文書で「自粛」を要請した。これに対して、こどもSOSほっかいどうは、一人でも赤ちゃんの救命につながるなら意義があるとして運営を改善しながら継続する意向で、ヒーターや、預け入れ後になるべく早く保護するための人感センサーなどを設置した。
『朝日新聞』朝刊2023年10月6日付記事によると、赤ちゃんの受入を予約制に変更したことから北海道庁は自粛要請を解除し、今後は協力するとの意向を示している。

#### 大阪

##### インターネット赤ちゃんポスト
大阪府大阪市阿倍野区阪南町のNPO法人全国おやこ福祉支援センターが運営していた「インターネット赤ちゃんポスト」について、大阪市は営利目的であるとして2019年3月19日付で特別養子縁組あっせん事業の不許可を決定した。2018年4月の「民間あっせん機関による養子縁組のあっせんに係る児童の保護等に関する法律」（通称「養子縁組あっせん法」）施行により、養子縁組斡旋事業は自治体への届出制から許可制に変更されたが、民間あっせん事業が不許可とされたのはこれが初となる。
「インターネット赤ちゃんポスト」は「赤ちゃんマッチング コウノトリ」として、実母が要求する生活費などの条件を詳述して養親を募集し、養親希望者は月額利用料3000円のマッチングアプリを見て子供を探すシステムで、養親が払う金額はおよそ150万円から250万円程度であった。出産前から実母の生活費を養親希望者に負担させ、また実親が養子に出すのをやめた場合は支払われた生活費の返金を求めて撤回させにくくしていることから、「金銭で子供が手に入るシステム」「まるで人身売買」と専門家から問題視されてきた。同法では営利目的の養子縁組斡旋は認めず、民間事業者が養親希望者から徴収できる費用も法で定めており、実親の生活費を養親希望者に負担させることは違法となる。
同NPO法人は2018年9月21日付で大阪市こども青少年局子育て支援部こども家庭課に養子縁組あっせん事業許可を申請したが、市が実態を審査した結果、同NPO代表者が株主である「日本おやこ福祉支援機構株式会社」と一体で行う営利事業であること、無許可で全国各地の実態のない「支部」が事業を行っていることなどから事業を不許可とした。これにより、同NPO法人は2019年3月19日から養子縁組あっせん事業を休止した。
これに対しNPO法人は「大阪市の事実誤認と悪質なこじつけ」「不許可決定に対する不服申立を行い、裁判で争う準備を進めている」としている。だが裁判には時間がかかることから「特別養子縁組斡旋団体 開業新設フルサポート＆100万円無利息融資しますの公募」として、公式サイトには「当団体は今後新たに特別養子縁組あっせん事業を行う個人や法人様にノウハウの提供や資金的援助、運営コンサルティングとして社会貢献をしていく方針を固めました。以下の条件で公募いたしますので、ご希望の方はこのページ下部の申し込みフォームよりお申込みください」などと記述されている。
また「インターネット赤ちゃんポスト」および同NPO法人に対しては、2015年に慈恵病院の公式サイトに「『赤ちゃんポスト』を語って特別養子縁組を募るサイトがあります。慈恵病院や「こうのとりのゆりかご」とは無関係です。」という記事が掲載され、無関係であるばかりか活動内容にも大きく隔たりがあることを厳しく指摘していた。
第1に同NPO法人が「中絶を考えられている方へ『産んでくれたら最大200万円相当の援助』があります」と謳っていることに対し、「赤ちゃんの命は大切ですが、当院の電話相談の際にお金を交換条件として提示する事はありません。」と反論している。第2にマッチングアプリという安易な方法で営利目的の養子あっせんを行っている点を挙げ、
として批判している。第3に「代表者が3年程度で事業を売却予定とホームページで公言している」点も無責任であるとし、「今後不審なサイトを発見なさったときには情報をいただければ幸いです。」と結んでいる。
これに対して同年11月13日に同NPO法人の公式サイトに「熊本 慈恵病院の告知について」と題する反論が掲載されたが、現実には大阪市による養子縁組あっせん事業不許可による事業停止と、その後の丸投げ的な「開業フルサポート公募」なる展開により、慈恵病院の懸念と批判が現実化した形になってしまった。認定NPO法人フローレンス代表理事で内閣府「子ども・子育て会議」委員の駒崎弘樹は「このような不適切な事業を取り締まるための法律が正しく運用された」として、大阪市の不許可決定を高く評価している。

##### 泉佐野市
大阪府泉佐野市では2025年5月に同市市長の千代松大耕が同市内の病院にて内密出産が出来る設備の運用を2026年度内までに開始したいことを表明。2025年6月の市議会において、既に赤ちゃんポストが設置されている熊本県や東京都への視察費用などの関連予算が全会一致で可決された。同市は大阪府やりんくう総合医療センターと連携する方針で行政主導による赤ちゃんポスト設置が実現すれば全国で初めての事例となる。

#### 東京
東京都でも赤ちゃんポストを設置する構想があり、2024年に江東区内に開業予定の産婦人科医院に同ポスト設置を計画している医療法人社団モルゲンロートが2022年11月に東京都知事の小池百合子に対して要望書を提出している。
モルゲンロート理事長の小暮裕之は「『こうのとりのゆりかご』（赤ちゃんポスト）に関しては賛否両論あることはよく認識している。我々は『こうのとりのゆりかご』を通じて、虐待死と殺人罪の母が減ることを目標としているということを伝えた」とコメントしており、慈恵病院長の蓮田健も「首都圏に保護施設ができることは悲願、ぜひ実現して欲しい」と協力する意向を示している。
赤ちゃんポスト設置予定先である江東区長の山﨑孝明は赤ちゃんの命を守ることについては多くの人が賛意を示しているとした一方で、母親の生命に危険が及ぶ孤立出産を助長するという懸念や子どもの出自を知る権利の問題、乳児院など子どもの受け入れ先における人手不足などを指摘した上で「（赤ちゃんポストには）功罪があり、難しい問題」と述べている。
また、モルゲンロートの動向とは別に墨田区の賛育会病院でも赤ちゃんポストの設置を表明。2025年3月31日から賛育会病院は赤ちゃんポストの設置及び内密出産制度の運営を開始した。賛育会病院が赤ちゃんポストの設置に名乗りをあげたのは、例えば2024年度分娩数743件の内の10%が貧困や虐待などの困難から支援が必要になる等もともと問題を抱えた妊娠女性が多かったこともあり、全国で赤ちゃんの遺棄や殺害事件が後を絶たないことを憂慮したためという。

### 賛否
賛成意見
- 新生児の殺害・虐待・育児放棄を防ぐ。
- 預かるのが目的である。その後、預けられた子供の親の身元は調査される。
- 望まない人工妊娠中絶から命を守る。子供が生きるための選択肢が増える。

反対意見
- 全国に養子縁組支援団体等があり、匿名制でなければいけない理由が曖昧である。
- 新生児の死体遺棄は年間で数件であり、特別な措置を取るほどの必要性があるとは考えられない。

関係省庁・閣僚
肩書はいずれも当時。
- 厚生労働省は2007年2月22日、熊本市に対して設置を認可した。だが、今後同様の申請があっても一律に認可するわけではなく、個別に検証するともしている[89]。
- 柳沢伯夫厚労相は「設置自体には違法性はないが、病院側の運用には慎重さが求められる」と発言した[90]。
- 安倍晋三首相は2月23日、首相官邸での記者団の質問に対して、まず「ポストという名前に大変抵抗感がある」と述べ、「子どもを産むからには親として責任を持ってもらうことが大切で、そういうお子さんに対応する施設もあるし、匿名で子どもを置いていけるものを作るのには大変抵抗を感じる」と慎重論を唱えた。
- 塩崎恭久官房長官は「法解釈以前に、子どもを捨てない策を考えなければいけないのではないか」、高市早苗少子化担当相も「もう少し議論を深める必要がある」と、慎重な意見を述べた[91]。